# Dorothee Fürstenberg

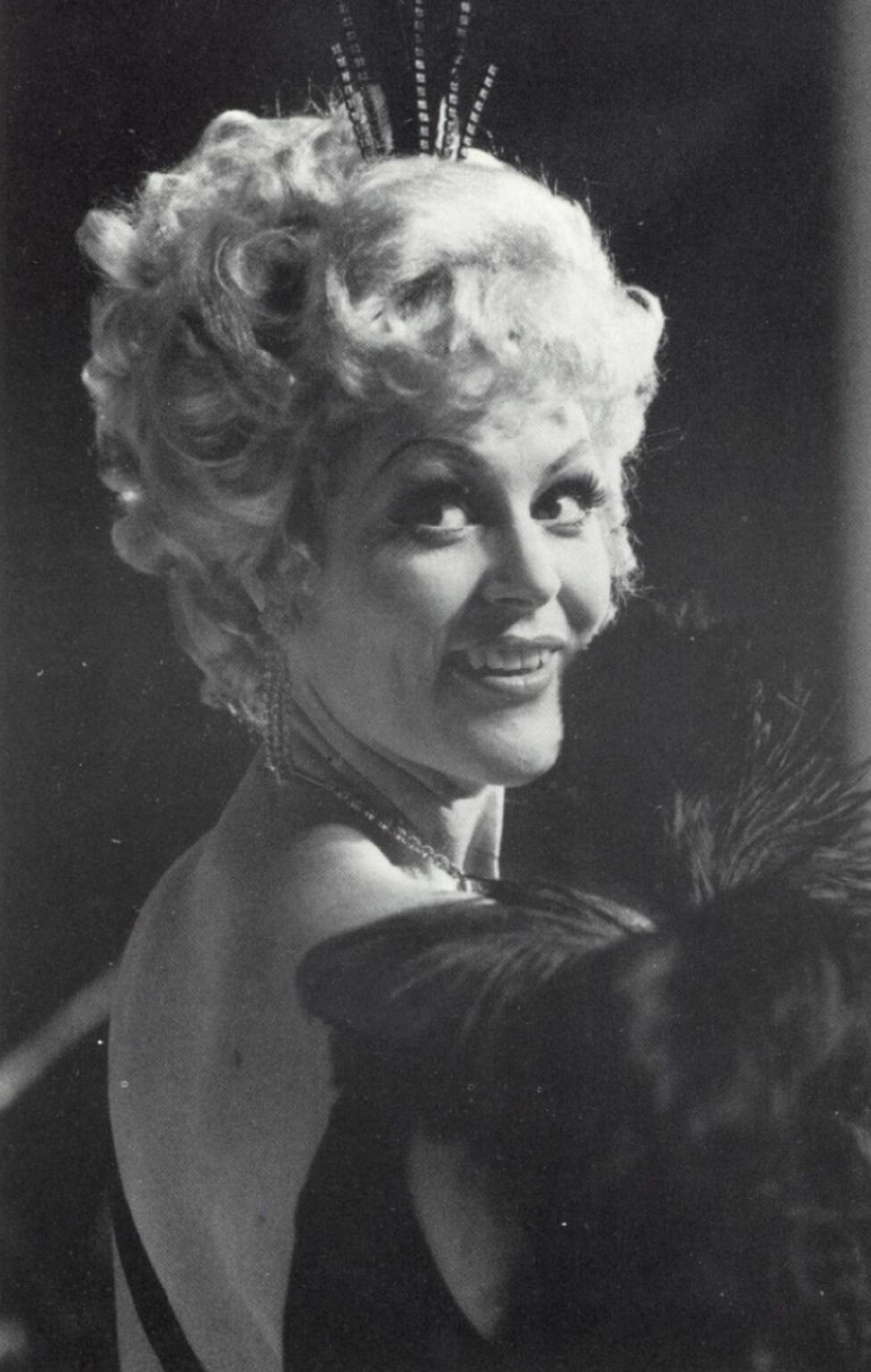
Dorothee Fürstenberg

Dorothee Fürstenberg (* 4. August 1935 in Schwelm; † 19. Juli 2015 in Dortmund) war eine deutsche Opernsängerin (Sopran).

## Leben
Dorothee Fürstenberg studierte Gesang an der Berliner Musikhochschule als Schülerin von Elisabeth Grümmer und privat bei Felix Dolling in Göttingen. Sie war Stipendiatin der Deutschen Studienstiftung. 1965/1966 sang sie an der Kleinen Oper in Berlin. Es folgten Festengagements am Theater Gießen (1966–1968), am Staatstheater Hannover (1968–1971) und am Musiktheater im Revier in Gelsenkirchen (1971–1975).
1975 kam Fürstenberg als festes Ensemblemitglied an das Staatstheater am Gärtnerplatz in München. Dort war sie bis zum Ende der Spielzeit 1987/88 ohne Unterbrechung Mitglied des Solistenensembles. 
In der Spielzeit 1987/88 gastierte sie am Stadttheater Bern als Marcellina in Le nozze di Figaro. Ab der Spielzeit 1988/89 hatte sie ständige Gastverträge in der Schweiz, u. a. am Stadttheater Bern (bis zum Spielzeitende 1990/91), am Stadttheater St. Gallen, in Zürich und am Theater Basel. In der Spielzeit 1988/89 übernahm sie am Stadttheater Bern die Partie der Auntie in Peter Grimes. In der Spielzeit 1989/90 sang sie dort die Partie der Mrs. Herring in Albert Herring. In der Spielzeit 1990/91 folgte dort die Gutsbesitzerin Larina in der Oper Eugen Onegin. 
Sie gastierte weiters an der Hamburgischen Staatsoper, am Opernhaus Essen, am Staatstheater Karlsruhe (unter anderem als Kurfürstin Marie in Der Vogelhändler, in der Spielzeit 1980/81 in einer Neuproduktion) und am Operettenhaus Hamburg (1974; als Kurfürstin Marie in Der Vogelhändler). 
Dorothee Fürstenberg hatte als lyrischer und jugendlich-dramatischer Sopran ein breites Repertoire. Zu ihren Rollen, von denen sie einige auch am Staatstheater am Gärtnerplatz in München sang, gehörten: Marzelline in Fidelio, Agathe in Der Freischütz, Frau Fluth in Die lustigen Weiber von Windsor, Baronin Freimann in Der Wildschütz, Nedda in Der Bajazzo, Rosalinde in Die Fledermaus und Hanna Glawari in Die lustige Witwe. Andere große Titelrollen an den verschiedenen Bühnen, u. a. in Gelsenkirchen, waren Arabella, Desdemona in Otello, Lisa in Pique Dame und Jenny in Aufstieg und Fall der Stadt Mahagonny. Gelegentlich übernahm sie im späteren Verlauf ihrer Karriere auch einige Partien für Mezzosopran. Am Staatstheater Karlsruhe gastierte sie in der Spielzeit 1989/90 in der Mezzosopran-Partie der Hélène Besuchowa in der Oper Krieg und Frieden von Sergei Prokofjew.
Sie sang auf internationalen Bühnen (z. B. Tokio, Zürich, Wien) auch zahlreiche Partien in Operetten, so die Rosalinde und die Titelrolle in Die lustige Witwe. Mehrfach trat sie am Stadttheater St. Gallen in Operettenpartien auf, unter anderem in der Spielzeit 1984/85 als Eurydike in Orpheus in der Unterwelt, und später auch als Iduna in Das Feuerwerk. 1983 übernahm sie am Staatstheater am Gärtnerplatz in München die Titelrolle in der Operette Die Großherzogin von Gerolstein von Jacques Offenbach, die als Fernseh-Produktion Bayerischen Rundfunk mitgeschnitten und im Bayerischen Fernsehen ausgestrahlt wurde. 1980 wirkte sie als Gesangssolistin in der ARD-Musiksendung Robert Stolz und seine Welt mit. Im Sommer 1993 sang sie beim „Laxenburger Kultursommer“ die Partie der Hofdame Katisha in der Operette Der Mikado.
Gemeinsam mit der Mezzosopranistin Monika Piper-Albach bildete Fürstenberg ein Gesangs-Duo, das durch viele Konzerttourneen sowie Schallplatten-, Funk- und Fernsehaufzeichnungen bekannt wurde. 2012 erschien als CD-Box bei dem Label audio-postproductions, München das Album mit dem Titel Hommage an Elisabeth Grümmer von ihren Schülerinnen. Fürstenberg ist darin in verschiedenen Live-Aufnahmen zu hören, u. a. in Duetten mit Monika-Piper-Albach und dem Tenor Anton de Ridder.
Dorothee Fürstenberg verstarb am 19. Juli 2015 im Alter von 79 Jahren in Dortmund.